# Лакис, Василис
Васи́лис Ла́кис (греч. Βασίλης Λάκης; род. 10 сентября 1976[…], Салоники) — греческий футболист, полузащитник. Выступал за сборную Греции.

## Карьера

### Клубная
Лакис начинал карьеру в команде «Науса», выступая в качестве защитника. Позднее переквалифицировался в игрока атакующего плана. Одним из его одноклубников был Василис Цартас. Летом 1995 года Лакис перешёл в команду «Панилиакос» и помог ей занять седьмое место в Греческой Суперлиге. Примечательно, что он забил именно 7 мячей в своём первом сезоне.
Летом 1998 года Лакис перешёл в столичный АЕК, в составе которого успешно закрепился. Одноклубниками Лакиса были, помимо Цартаса, Демис Николаидис и Теодорос Загоракис. Выиграл два Кубка Греции в сезонах 1999/00 и 2001/02, а в Кубке УЕФА 2001/02 вышел в четвёртый раунд. В сезоне 2002/03 Лиги чемпионов клуб шокировал всю Европу, чуть не нанеся поражение действовавшему обладателю трофея — мадридскому «Реалу» (проигрывая по ходу встречи 1:3, мадридцы всё же успели сравнять счёт 3:3). В группе клуб занял третье место, сведя все встречи вничью с разницей мячей 7:7.
Летом 2004 года Лакис отправился в британский «Кристал Пэлас», но не смог помочь клубу спастись от вылета из Футбольной лиги, после чего вернулся в АЕК. В сезоне 2006/07 Лиги чемпионов греческий клуб снова шокировал Европу, нанеся поражение «Милану» (будущему победителю ЛЧ) со счётом 1:0. Летом 2007 года в клуб перешёл Ривалдо, что вынудило Лакиса покинуть команду. 3 июля 2007 он подписал контракт с клубом ПАОК. В его составе Лакис стал серебряным призёром и помог клубу выйти в Кубок Интертото.
1 июля 2009 Лакис стал игроком «Кавалы» и помог ей впервые за 10 лет вернуться в Греческую Суперлигу.

### В сборной
Провёл 35 игр за сборную. Первый гол забил в 2000 году в товарищеской игре с Ирландией. В составе сборной Греции провёл три игры на Евро-2004 и стал чемпионом Европы.